# Ascorhombispora aquatica
Ascorhombispora aquatica är en svampart som beskrevs av L. Cai & K.D. Hyde 2007. Ascorhombispora aquatica ingår i släktet Ascorhombispora, ordningen Pleosporales, klassen Dothideomycetes, divisionen sporsäcksvampar och riket svampar.   Inga underarter finns listade i Catalogue of Life.